# Дідович Олександра Іванівна
Дідович Олександра Іванівна нар. 26 липня 1940, Чернігів  – чернігівська  мисткиня, рукодільниця, майстриня з виготовлення ляльок-мотанок, волонтерка, викладачка української мови в Університеті третього віку.

## Життєпис
Олександра Іванівна Дідович народилася 26 липня 1940 року в Чернігові у робітничій сім'ї.
Отримала дві вищі освіти: закінчила Національний університет «Чернігівський колегіум» імені Т. Г. Шевченка (фізико-математичний факультет) та  Київський національний університет технологій та дизайну за фахом «інженер-економіст».
Працювала в товаристві «Знання», викладачем у Чернігівському юридичному технікумі, потім у Чернігівському національному технологічному університеті.

## Шлях до творчості
Майстриня завжди захоплювалась рукоділлям: вишивка хрестом, шиття, в'язання гачком, спицями. Займатись творчістю жінка почала,  вийшовши на заслужений відпочинок.
2005 рік – початок роботи зі шкірою. Розробляла й постійно застосовувала в роботі не тільки авторські техніки декору, а й власні технології фарбування шкіри. У своїх творіннях мисткиня надавала перевагу природним матеріалам: шкіра, полотно, нитки з льону, конопель, вовни, сизалю та ін.

### Роботи зі шкіри
Одна з перших робіт – гілочка ніжно-рожевої сакури. Потім з’явилися випуклі натюрморти, пейзажі, абстрактні композиції.
Низка напрацювань зі шкіри як шлях експерименту та нових технологічних прийомів: 
- жартівлива серія «Українські козаки», де «козак-характерник», писар, кобзар;
- серія «Батурин»: панорама міста відповідає історичній дійсності, бо була відтворена за гравюрою XVІІІ століття;
- серія «Київські та чернігівські князі», серед яких Мстислав Хоробрий, Ігор Новгород-Сіверський як герой « Слова о полку Ігоревім», Давид – засновник  Собору Бориса й Гліба (Чернігів);
- серія «Гетьманська» на честь гетьманів України;
- серії «Українське весілля», «У неділю рано зілля копала», «Всесвіт»;
- триптих «Пісня. Воля. Хліб», картини якого об’єднано однією думкою й присвячено Олексі Довбушу;
- триптих «Орел. Лев. Сова», у якому образи пов’язані з українською міфологією: триптих як символ українського народу, орел як висота його духу, лев – могутність, сова – мудрість українців;
- комплект робіт, присвячених творчості Михайла Коцюбинського, за мотивами поезії Тараса Шевченка.

Усі зображення створено із сотень шкіряних клаптиків, майстерно підігнаних один до одного, але гармонійно витриманих за стилістикою та кольорами.
За перший рік перебування на пенсії пані Олександра створила 25 робіт. Отримала запрошення до участі у виставці, яка відбулася в приміщенні музею імені Михайла Коцюбинського. Починаючи з 2007 року, виставки робіт Олександри Дідович відбуваються постійно, по декілька разів на рік.
Роботи Олександри Іванівни були представлені на численних виставках у Чернігові, Седневі, Любечі, Сеньківці, Києві, Батурині.

### Музей ляльки-мотанки
Олександра Іванівна - засновниця домашнього Музею ляльки, який налічує близько 100 експонатів. Авторські ляльки як матеріальний об'єкт українського фольклору виконані у традиційній народній техніці. Більше 300 оберігів стали сувенірами й подаровані військовим людиною із світлими думками та чистим серцем. 
Колецій у зібранні декілька:
- «Костюми України» - жіноче українське вбрання;
- «Історія України» - ляльки, у яких втілені образи давньоруських княгинь;
- «Україна у світі» - колекція ляльок у національному вбранні різних регіонів України;
- маленькі серії: «Україна й пісня» – костюми по мотивам пісень; «Літературні персонажі».[6]

У лютому 2022 року на базі Чернігівської обласної бібліотеки для дітей було створено «Школу мотанки», де Олександра Дідович навчає майстерності створення ляльок-мотанок дітей і дорослих.